# 千金郡
千金郡，中国南北朝时设置的郡。
西魏置千金郡，属南雍州，后改为蔡州。治所在瀴源县（今湖北省枣阳市南七十里），下辖瀴源县一县。隋文帝开皇三年（583年）废千金郡，瀴源县属蔡州。